# André Pelabon
Pour les articles homonymes, voir Pelabon.
André Pelabon (né le 14 mars 1910 à Vieux-Condé dans le Nord, mort le 17 octobre 1984 à Paris) est un résistant, haut fonctionnaire et chef d'entreprise français.

## Biographie
André Émile, Omer, Oscar Pelabon naît en 1910 à Vieux-Condé d'un père ingénieur des Mines. Sa famille est catholique pratiquante.
Il suit des études scientifiques et entre à l'École polytechnique (X1928). Il fait l’École d’application du génie maritime et l’École supérieure d’aéronautique.
Il profite d'une tuberculose qui l'empêche de servir pour suivre des études de russe ; il en obtient aussi un diplôme de l'école des Langues Orientales. Lauréat d'un concours ayant Alexandre Pouchkine comme thème, il obtient une bourse et passe quelques mois en URSS entre 1934 et 1935.

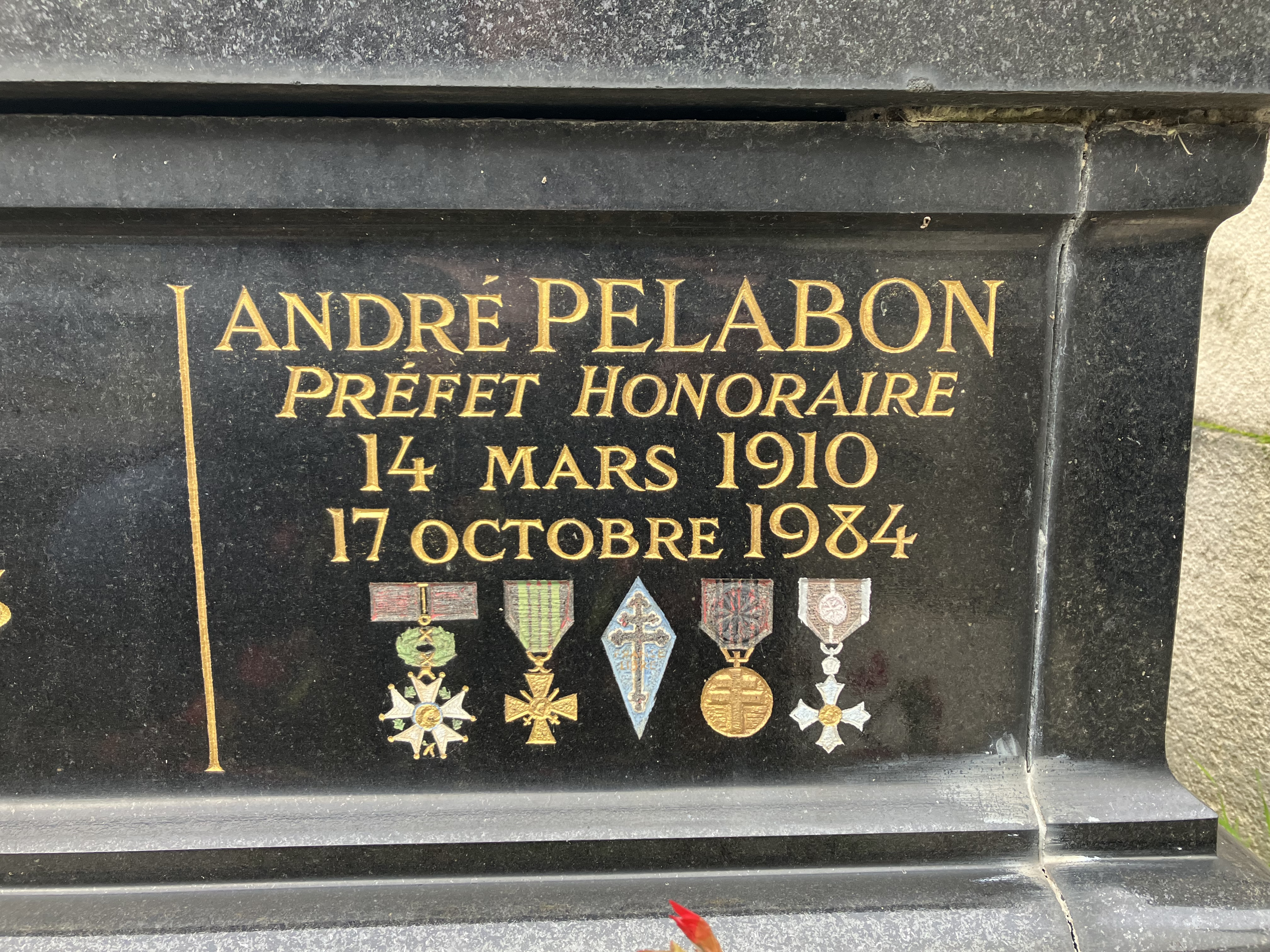
Nom sur sa tombe.

Il est inhumé au cimetière du Montparnasse (Paris), dans la 29e division. 

### Seconde Guerre mondiale
Il se rallie à la France combattante. Il se rend à Londres et se fait remarquer à l'occasion d'un incident entre l'URSS et le Royaume-Uni : l'URSS a créé des sous-marins qui, pensent-ils, sont indétectables. Ils les envoient dans la Tamise, mais se font repérer et arrêter. Personne ne parlant russe au sein de l'amirauté britannique, Pelabon intervient comme traducteur-interprète. On lui demande d'écrire un rapport sur l'affaire, qui remonte jusqu'à Winston Churchill. Joseph Staline envoie au dirigeant britannique une lettre en remerciant au passage Pelabon.
Il rejoint le Bureau central de renseignements et d'action à Londres depuis Casablanca fin 1942. Il travaille sous le Colonel Passy. Il est envoyé à Alger en mars 1943 comme chef de l’antenne BCRA.

### Haut fonctionnaire après la Seconde Guerre mondiale
Il est nommé à la Libération directeur général de la Sûreté nationale en novembre 1944, à 34 ans. Il prend sous son aile Pierre Sudreau à partir de 1945.
Il est préfet de la Loire-Atlantique de septembre 1946 à janvier 1947. Il est directeur de cabinet du président du Conseil Pierre Mendès France en 1954. Il est chargé par ce dernier d’enquêter dans l'affaire des fuites. Il fait l'objet d'attaques par libelles de la part de Guy Vinatrel, qui fait passer les pamphlets dans les couloirs de l'Assemblée nationale, l'accusant d'être un agent soviétique pour essayer de la déstabiliser.
Il est ensuite nommé en mars 1953 préfet des Bouches-du-Rhône, en remplacement de René Paira. Il est mis en disponibilité à sa demande début 1956. Il est fait préfet honoraire en 1960.

### Chef d'entreprise
Il rejoint en 1958 l'entreprise familiale des Ateliers du Nord de la France. Sous sa présidence seront construits les turbotrains et les métros de différentes villes.

## Vie privée
Sa femme, Simone Pelabon (1903-1989), lui survit.
Il était proche de Francis-Louis Closon.